# Knut Veliký
Knut Veliký (cca 985 – 12. listopadu 1035) byl vikinský král Dánska, Anglie, Norska a části Švédska (souhrnně tzv. „Severská říše“). Jeho státnické, politické a vojenské úspěchy ho řadí mezi největší evropské osobnosti té doby. Jako vládce anglické arcidiecéze a diecéze dánské a jako vlivná postava mezi středověkými panovníky byl uznávanou autoritou i mezi církevními hodnostáři a dokázal prosadit velké výhody pro své lidi u papeže. Někdy bývá označován jako císař severu.

## Mládí
Knut byl synem dánského krále Svena Forkbearda, a dědicem skandinávských panovníků. Jméno jeho matky není známo, i když je pravděpodobně synem Sigrid, dcery polského knížete Měška. Podobně není ani přesně známo datum jeho narození. Zdá se pravděpodobné, že se narodil někdy mezi lety 980 až 990.
Neexistuje téměř žádná informace o jeho životě, dokud se nestal součástí vikinských sil pod vedením jeho otce, které zaútočily na Anglii roku 1013. Tato výprava byla vyvrcholením vikinských útoků z předchozích let. Anglie byla brzy dobyta. Sven zahájil konsolidaci svého panství a zanechal Knuta se stráží u floty, zatímco sám pobýval v Gainsborough. Po Svenově náhlé smrti se měl Knut stát jeho následníkem. Angličtí šlechtici ale nepřijali Knuta jako svého krále.
Vrchní rada anglosasů – Witenagemot – zvolila za Svenova následníka v Anglii původního krále Ethelreda, který byl v té době v exilu v Normandii. To byla skutečnost, která přiměla Knuta k odplutí do Dánska. Spolu s Vikingy byli odvezeni i rukojmí, kteří byli u Vikingů jako záruka spojenectví anglosasů s Knutovým otcem Svenem.
Po Svenově smrti se Knutův starší bratr Harald stal dánským králem. Knut mu nabídl, aby vládli společně, což se ale nesetkalo s bratrovým porozuměním. Zdá se, že Harald nabídl Knutovi velitelství vojska pro invazi do Anglie výměnou za to, že si nebude klást nárok na následnictví na dánském trůnu. Knut s tímto návrhem zřejmě souhlasil a vypravil se do Anglie s daleko větším vojskem než předtím.

## Dobytí Anglie

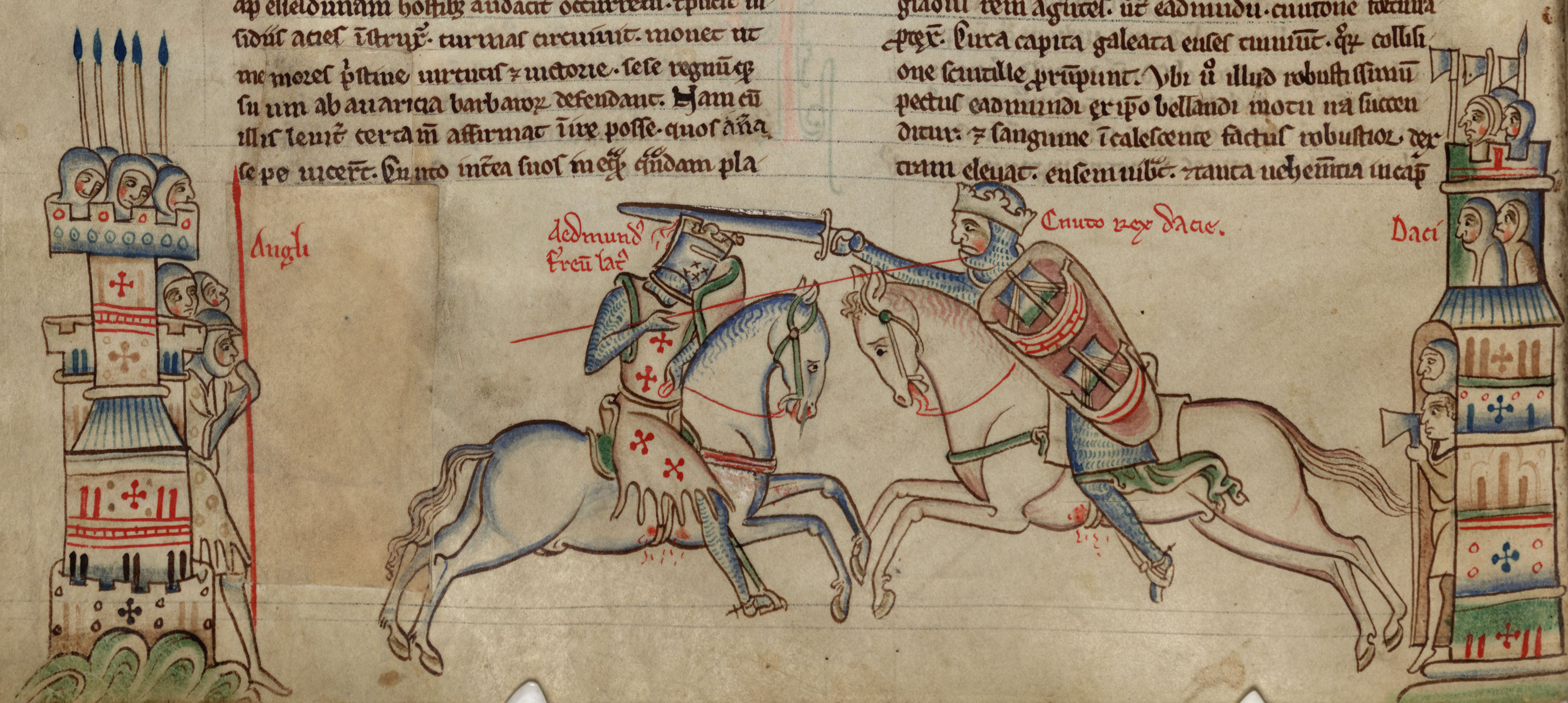
Bitva u Assandunu – Edmund II. a Knut I. Veliký (středověká iluminace)

V létě roku 1015 vyrazila Knutova flota do Anglie. Jeho vojsko čítalo asi 10 000 vojáků na 200 lodích. Podle Peterboroughské kroniky dorazil Knut se svým vojskem na počátku září do Sandwiche a plavil se dál kolem Kentu a Wessexu až dorazil do ústí Frome. Odsud vyrazil na Dorset, Wiltshire a Somerset.
Vikingové se na zimu usídlili ve Wessexu, zatímco jejich protivník se nacházel v Londýně. V té době se ke Knutovi připojil správce Mercie, jeden z nejbohatších anglických šlechticů, spolu se svým loďstvem čítajícím čtyřicet lodí. Knut se uprostřed zimy vydal na sever přes Temži, aby se utkal s vojskem správce Northumbrie. Podobně jako Wessex i Northumbrie byla brzy dobyta.
Edmund byl uzavřen v Londýně, jeho jediném útočišti a smrt jeho otce Ethelreda znamenala, že byl zvolen králem. Knut se vydal se svým loďstvem k Londýnu v květnu a jeho muži vybudovali na okraji města své tábory. Vikingové vykopali příkop, který měl odříznout Londýn od okolí, ale ještě před jeho dokončením se Edmundovi podařilo uniknout z města a vydal se do Wessexu, aby tam shromáždil vojsko na obranu před Knutovým vojskem. Podařilo se mu vybojovat s Vikingy dvě bitvy u Selwood Forest a Sherstonu, ale žádná z nich nepřinesla jednoznačné vítězství. Edmundovi se podařilo prolomit obklíčení Londýna, ale Knutovi se později toto sevření podařilo obnovit.
K rozhodujícímu střetu došlo v říjnu v bitvě u Assandunu v Essexu. Knut v této bitvě vyhrál rozhodujícím způsobem. Edmundovo vojsko bylo poraženo a on sám unikl, ale byl dostižen poblíž Forest of Dean v Gloucestershire, kde došlo k poslední potyčce, která měla zachránit anglického krále. Edmund byl donucen uzavřít s Knutem mírovou dohodu, jejímž obsahem bylo rozdělení vlivu obou panovníků. Edmund zůstal vládcem Wessexu, zatímco Knutovi připadlo území na sever od Temže. Důležitým ujednáním bylo i ustanovení o tom, že pokud jeden z panovníků zemře, druhému připadne území spravované tím druhým. Po Edmundově smrti 30. listopadu se stal jeho následníkem Knut. Anglickým králem byl korunován na Vánoce a k uznání tohoto stavu anglickou šlechtou došlo v lednu následujícího roku.
Vikinský král Knut byl jedním z nejúspěšnějších anglických králů. Jeho státnická politika a ochrana proti nájezdníkům přinesla Anglii dlouhou dobu stability a blahobytu. Vláda nad Anglií a dánský původ mu umožňovaly ovládat téměř celou Skandinávii a podstatnou část Britských ostrovů.

## Král Anglie

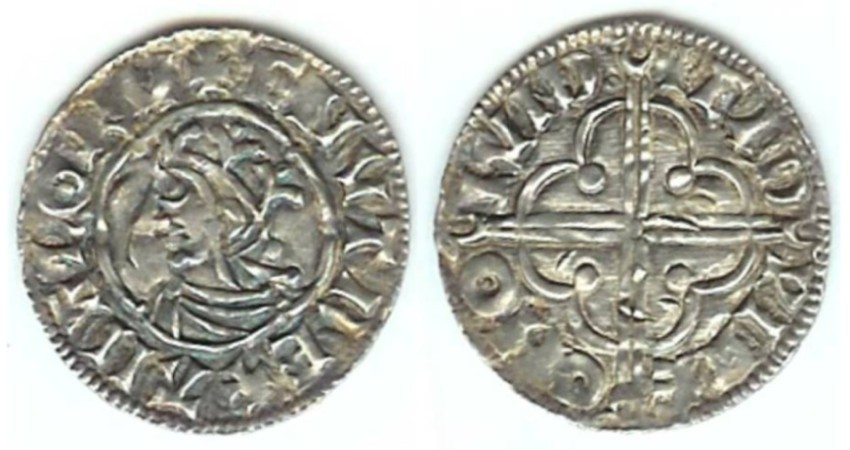
Mince ražené v Londýně s legendárním CNUT REX ANGLORU[M] (Knut, král Angličanů)

V červenci 1017 se Knut oženil s Emmou Normanskou, vdovou po Ethelredovi a dcerou vévody z Normandie. Tímto sňatkem si zajistil vyšší nárok v nástupnictví na anglický trůn z pohledu Normanů a stejně tak zvýšil ochranu proti možným uchazečům o trůn ze strany Ethelredových potomků Eduardem a Alfrédem. Knut navrhl, aby se jeho syn Hardiknut stal jeho následníkem a dva syny z předchozího manželství z tohoto práva vyloučil.
Královským výnosem byla země rozdělena na čtyři velká hrabství. Byly to Wessex, pod přímou správou samotného Knuta, Mercie, kterou ovládal Eadrik, Východní Anglie, kterou spravoval Thorkel a Northumbrie, kde vládl Erik. Toto rozdělení bylo základem vzniku středověkých baronství, která vytvářela oporu svrchované vlády krále. Správcové těchto hrabství znamenali dokonce i za Knutovy vlády reálnou hrozbu. Poslední výkupné ve výši 82 500 liber obdržel Knut roku 1018. Knut se cítil dostatečně bezpečný, aby dovolil Vikingům návrat do jejich domova ve Skandinávii a za jejich služby vyplatil 72 000 liber.
Války vedené na obranu království byly vhodnou příležitostí k upevnění pozice některých anglických šlechticů. Jedním z nich byl Godwin, hrabě z Wessexu. Za dlouhodobou podporu krále v bojích s jeho nepřáteli ho Knut odměnil pozicí správce Wessexu. Tím se Godwin a jeho rodina, až do ovládnutí Anglie Normany, stali nejvlivnějšími postavami Anglie. Jedním z Godwinových synů byl i Harold II. Godwinson.
Knut ve své osobě spojil vládu nad Anglií i Dánskem a oběma národům tato vláda přinesla dlouholeté období stability a bohatství. Obnovil zákony krále Edgara, aby umožnil obnovu Danelawu. Obnovil i platnost původních zákonů, které potvrdil v sérii vyhlášek, které měly řešit stížnosti, jež se k němu donesly. Posílil měnu emisí mincí stejné velikosti a váhy, jaké byly používány v Dánsku a ostatních oblastech Skandinávie. To umožnilo velký nárůst obchodu a zvýšení ekonomické úrovně Anglie. Knut je popisován jako úspěšný a bohatý král, i když některé aspekty popisu jeho vlády byly zřejmě ovlivněny jeho dobrým vztahem k církvi, která byla autorem historických záznamů, ze kterých jsou čerpány údaje o jeho vládě. Takže je například označován jako pobožný muž, i když udržoval hříšný poměr se dvěma ženami.

## Král Dánska

Přibližný rozsah teritorií ovládaných Knutem

Po smrti Svena Forkbearda se dánským králem stal Knutův bratr Harald. Harald se nechtěl s Knutem dělit o vládu nad Dánskem, ale podpořil ho jako velitele vojska, které mělo dobýt Anglii. Je možné, že se Harald osobně zúčastnil i obléhání Londýna. Harald zemřel roku 1018 a Knut se vydal do Dánska, aby uplatnil svůj nárok na jeho trůn.
Zdá se, že mínění Dánů mu nebylo nakloněno, protože existují zmínky o útoku v Pomořansku, kde si vydobyl Knutovu důvěru Godwin, který velel nočnímu útoku na nepřátelské pozice. Roku 1020 byla jeho vláda nad Dánskem stabilní a vrátil se zpět do Anglie. Svým zástupcem jmenoval svého strýce Ulfa Jarla, kterému byla svěřena péče o Knutova syna Hardiknuta.
Když se švédský král Jakob Anund a norský král Olaf II. Haraldsson dověděli o Knutově odjezdu z Dánska, začali společně útočit na Dánsko. Ulf navrhl nespokojeným mužům, aby zvolili za svého krále Hardiknuta, který byl v té době ještě dítě. To byla od Ulfa lest, protože jako Hardiknutův opatrovník se stal vládcem království on sám. Když se zpráva o útocích na Dánsko donesla Knutovi, vypravil se tam s vojskem a spolu s Ulfem vydobyli v bitvě o Helgea obnovu svrchovanosti. Ulf byl ale krátce po oslavě vítězství napadnut a zabit Knutovou osobní stráží. Informace o podrobnostech Knutovy vlády nad Dánskem za doby, kdy sídlil v Anglii, jsou skoupé.

## Král Norska a Dánska

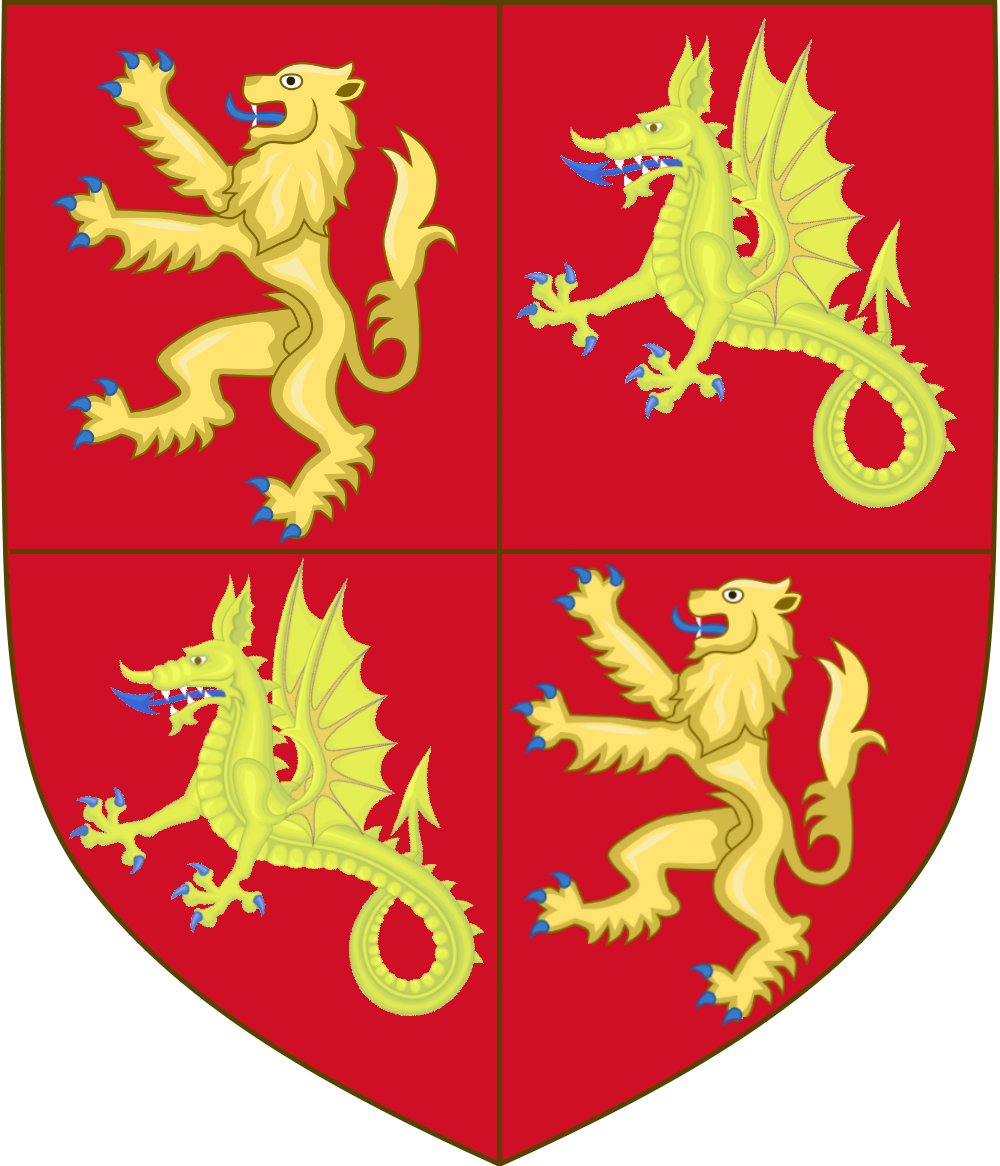
Znak přisouzený Knutovi Velikému

Hrabě Erik Hakonsson vládl Norsku za panování Knutova otce Svena a Norové se pod Erikovým vedením účastnili invaze do Anglie v letech 1015 a 1016. Knut se Erikovi odvděčil tím, že ho jmenoval správcem Northumbrie. Norsko kontroloval Sven, Erikův bratr, ale ten byl v bitvě u Nesjaru poražen. Králem Norska se tak stal Olaf Haraldsson a Dánové ztratili vládu nad touto zemí.
Knut se pokusil obnovit svůj vliv ve Skandinávii a zřejmě roku 1026 došlo k bitvě u ústí řeky Helge proti Švédům, vedeným Olafem Haraldssonem, a Norům, vedeným Anundem Olafssonem. Vítězství v této bitvě upevnilo Knutovu kontrolu Skandinávie (jižní část Skandinávského poloostrova – Halland, Skanie a Blekinge – byla částí Dánska, a to od doby založení dánského království a až do Roskildského míru roku 1658).
V roce 1027 Knut vykonal pouť do Říma za „vykoupení své duše a spásu svých národů“. Zde se také zúčastnil korunovace Konráda II. císařem Svaté říše římské.
Po návratu z Říma se Knut vrátil do Anglie a se čtyřiceti loďmi vyrazil do norského přístavu Trondheim. Olaf Haraldsson nebyl schopen odporu, protože jeho šlechtici, vydatně podporování Knutovým zlatem, byli proti němu. Knut byl korunován králem a stal se tak králem Anglie, Dánska a Norska. Správcem v Norsku ustanovil Hakona, syna Erika Hakonssona.
Po Hakonově smrti se Olaf Haraldson vrátil do země spolu se švédským vojskem, ale padl v bitvě u Stiklestadu roku 1030. Knutova snaha ovládnout znovu Norsko, bez podpory šlechty prostřednictvím Elgiflu z Normandie a Svena Knutssona nebyla úspěšná.

## Následnictví
Knut zemřel roku 1035 v Shaftesbury v Dorsetu. Byl pochován v původním klášteře ve Winchesteru. Po jeho smrti se jeho nástupcem v Dánsku stal Hardiknut, který tam vládl jako Knut III. V Anglii se stal jeho nástupcem, až do své smrti roku 1040, Harold I. Hardiknut sjednotil království dánské a anglické až do své smrti roku 1042. Jeho nástupcem se stal Eduard III. Vyznavač, kterého Hardiknut povolal zpět z exilu v Normandii a usmířil se s ním.